# The Lukas
The Lukas, los Latin UK Awards, premio anual con base en Londres, es la única ceremonia de premios en Europa que celebra el impacto global de la cultura latina, su música, la danza, el arte y los deportes.

## Historia
The Lukas fue fundado por la argentina Amaranta Wright y el venezolano José Luis Seijas en 2013. Amaranta Wright nació en Buenos Aires y creció en el Norte de Londres. En 2012 fundó LatinoLife, el Magazin Latino de tendencias más importante en el Reino Unido, tanto en versión impresa como en línea. José Luis Seijas nació en Caracas y se estableció en Londres hace ya 20 años convirtiendo en el promotor de eventos latinos líder de la ciudad. La respuesta Europea a los Premios Grammy Latinos está cubierta por más de 90 estaciones de prensa, radio y televisión, alcanzando una audiencia de 18 millones de personas. Ediciones previas incluyen ganadores como Antonio Valencia, Bianca Jagger, Carlos Acosta, Concha Buika, Chicharito Hernández, Daniel Puente Encina, Fernando Montaño, Gente de Zona, Grupo Niche, Juan Luis Gerra, Luis Suárez, Manuel Turizo, Marc Anthony, Odaline de la Martínez, Ossie Ardiles, Phil Manzanera, Tamara Rojo, Thiago Soares y Vivienne Westwood entre otros.

## El equipo de The Lukas
- Fundadora y Directora: Amaranta Wright
- Director de Eventos y Música: José Luis Seijas
- Director de Experiencia VIP: Arjun Varma
- Director Musical:  Steve Lewinson
- Director de Moda y Alfombra Roja: Ada Gartenmann

## Categorías

### Música
- Acto alternativo del año
- Acto alternativo europeo del año
- Acto brasileño del año
- Acto brasileño europeo del año
- Acto clásico/Jazz/Folk europeo del año
- Acto trópico del año
- Acto tropical europeo del año
- Músico del año (líder de banda o solista destacado)
- Vocalista del año
- DJ del año del club
- DJ trópico del año
- Acto urbano del año
- Producción del año (EP, álbum)
- Canción del año
- Artista Internacional del año (todos los géneros)
- Artista Internacional revolucionario del año (todos los géneros)

### Danza
- Artistas de danza brasileña del año
- Artistas de la danza brasileña europea del año
- Artistas de tango europeos del año
- Artistas de danza tropical del año
- Artistas de danza tropical europea del año
- Producción de danza del año
- Solista internacional de danza del año (todos los géneros)
- Artistas de danza internacional del año (parejas y grupos - todos los géneros)

### Deporte
- Personalidad deportiva del año
- Personalidad del año del fútbol
- Gerente del año

### Arte
- Artista visual del año
- Película del año
- Artista intérprete del año
- Producción teatral del año

### Premios Especiales
- Premio al logro de toda la vida
- Personalidad del año
- Premio estrella en ascenso